# Roberto Ribeiro
Dermeval Miranda Maciel, mais conhecido como Roberto Ribeiro (Campos dos Goytacazes, 20 de julho de 1940 — Rio de Janeiro, 8 de janeiro de 1996) foi um cantor e intérprete de samba-enredo brasileiro. Sambista do Império Serrano, Roberto Ribeiro construiu uma respeitável carreira de intérprete e compositor desde a segunda metade da década de 1960. De voz bem timbrada e enxuto fraseado, seu repertório incluíam sambas e outros estilos de origem africana como afoxés, ijexás, maracatus. Tem mais de 20 discos gravados, com sucessos populares como as canções Acreditar, Estrela de Madureira, Todo Menino É um Rei, Vazio, Malandros Maneiros, Fala Brasil e Amor de Verdade.

## Biografia
Filho de Antônio Ribeiro de Miranda, um jardineiro, e Júlia Maciel Miranda, Roberto, apesar de não ter nascido no Rio de Janeiro, era um carioca típico, apaixonado por futebol e samba. Aos nove anos de idade, trabalhava como entregador de leite. Naquele tempo, já frequentava a escola de samba Amigos da Farra, da cidade de Campos dos Goytacazes, e participava das festas do tradição "Boi Pintadinho".
Foi jogador de futebol profissional em sua cidade natal, onde depois de passagens pelas equipes do Cruzeiro e Rio Branco, ele se tornou goleiro.
Buscando maiores oportunidades profissionais, Roberto Ribeiro deixou sua cidade natal e foi para a cidade do Rio de Janeiro, onde chegou a treinar no Fluminense, mas acabou desistindo da carreira e começou a trabalhar com música, apresentando-se no programa A Hora do Trabalhador, da Rádio Mauá. Sua performance chamou a atenção da compositora Liette de Souza (que viria a ser sua esposa), irmã do compositor Jorge Lucas. Ela resolveu apresentá-lo aos sambistas da Império serrano e Roberto passou a frequentar as rodas de samba da tradicional escola de Madureira.
A diretoria da Império convidou-o para ser o Intérprete de samba-Enredo da Escola no Carnaval de 1971. Ele aceitou, mas se afastou nos dois carnavais seguintes para gravar seus primeiros discos como cantor. A partir de 1974, Roberto Ribeiro firmou-se como Intérprete oficial da Império, defendendo a agremiação até o Carnaval de 1981, sendo notabilizado por sua interpretação no desfile “Nordeste, seu povo, seu canto e sua obra”. Dentre os grandes destaques nos desfiles cariocas, estão os sambas-enredo Brasil, Berço dos Imigrantes, de 1977 (feito em parceria com o cunhado Jorge Lucas), e em Municipal Maravilhoso, 70 Anos de Glórias, de 1979 (parceria com Jorge Lucas e Edson Passos). Ainda seria incorporado à Ala de Compositores do Império Serrano.
Sua carreira como cantor ganhou impulso a partir de 1972 com gravações de três compactos em parceria com Elza Soares pela Odeon. satisfeita com o sucesso dos compactos, o selo lançou o LP Elza soares e Roberto Ribeiro - sangue, suor e Raça. No ano seguinte, Roberto gravou um LP, Simone & Roberto Ribeiro: Brasil – Export 73 Agô Kelofé, junto com a Simone, lançado pela Odeon exclusivamente para o mercado externo. Naquele mesmo ano de 1973, lança o primeiro álbum solo, Roberto Ribeiro.
Em 1975, a mesma gravadora lançou o compacto duplo Sucessos 4 Sambas, no qual Roberto Ribeiro interpretou Leonel/Leonor (de Wilson Moreira e Neizinho). Ainda neste ano, foi lançado o disco Molejo, que despontou com os sucessos Estrela de Madureira (de Acyr Pimentel e Cardoso) e Proposta amorosa (de Monarco) e chamou a atenção da crítica. No ano seguinte, foi lançado Arrasta Povo, LP que destacou mais dois grandes sucessos nas rádios de todo o Brasil: Tempo Ê (de Zé Luiz e Nelson Rufino) e Acreditar (de Dona Ivone Lara e Délcio Carvalho).
Gravou em 1977 o LP Poeira Pura, onde se destacou Liberdade (de Dona Ivone Lara e Délcio Carvalho). Um ano depois, foi lançado o álbum Roberto Ribeiro, que o colocou outra vez nas lista dos discos mais vendidos, puxado pelos sucessos Todo menino é um rei (de Nelson Rufino e Zé Luiz), Amei demais (de Flávio Moreira e Liette de souza), Isso não são horas (de Catoni, Chiquinho e Xangô da Mangueira) e Meu Drama (senhora tentação) (de silas de Oliveira e J. Ilarindo) - esta incluída também na trilha sonora da novela Pai Herói, da Rede Globo. Em 1979, foi a vez do lançamento do LP Coisas da Vida, que teve entre as mais tocadas Vazio (de Nelson Rufino), também conhecida na época como Está faltando uma coisa em mim, e Partilha (de Romildo e sérgio Fonseca).
No início da década de 1980, Roberto gravou Fala meu povo. Neste LP, de 1980, constavam algumas composições de sua autoria como Vem (parceria com Toninho Nascimento) e sucessos como só chora quem ama (de Wilson Moreira e Nei Lopes) e Quem lucrou fui eu (Monarco). Em 1981, foi lançado Massa, raça e emoção, com o sucesso santa Clara Clareou (de Zé Baiano do salgueiro).
Em 1 de maio de 1981 realiza participação no especial da TV Globo: Grandes Nomes - Luiz Gonzaga Jr., no qual canta em parceria com o homenageado (Gonzaguinha) as seguintes músicas: Fala Brasil e E Vamos A Luta (de autoria do Próprio Gonzaguinha).
Em 1983, foi lançado o disco Roberto Ribeiro, com o sucesso Algemas (parceria com Toninho Nascimento). Em 1984, no seu LP De Palmares ao tamborim, obteve êxito com Lágrima Morena (outra parceria sua com Toninho Nascimento). Naquele ano participou do disco Partido alto nota 10, de Aniceto do Império, no qual interpretaram em dueto a faixa Chega Devagar, de autoria de Aniceto do Império.
Em 1985, foi lançado o LP Corrente de Aço, que contou com a participação de Chico Buarque de Hollanda na música Quem te viu, quem te vê (do próprio Chico) e de Nei Lopes, em Malandros maneiros (Nei Lopes e Zé Luiz). Em 1987, Roberto Ribeiro gravou o disco sorri pra Vida, obtendo sucesso com a faixa Ingrata Paixão (de Mauro Diniz, Adílson Victor e Ratinho) e, um ano depois, Roberto Ribeiro, que contou com a participação especial de Alcione na faixa Mel pra minha dor (de Nelson Rufino e Avelino Borges) e do Grupo Raça, em Malandro mais um (de Ronaldinho e Carlos Moraes).
Passou a sofrer de um seriíssimo problema de vista e, em janeiro de 1996, faleceu em virtude de atropelamento no bairro de Jacarepaguá, Rio de Janeiro. (havia perdido um olho em razão de uma contaminação por fungo agravada pelo diabetes).
Um ano antes, em 1995, a EMI-Odeon lançou a coletânea O Talento de Roberto Ribeiro, na qual compilou 22 sucessos de seus vários discos. Roberto participara ainda naquele ano do disco-homenagem Clara Nunes com Vida, produzido por Paulo César Pinheiro, no qual interpretou (com sua voz acrescida posteriormente) um dueto com Clara Nunes, Coisa da Antiga (de Wilson Moreira e Nei Lopes).
Acometido por uma severa doença ocular, nos últimos anos de vida perderia sua visão.

## Homenagens
Em 2003 Neguinho da Beija Flor incluiu a faixa “Recomeçar” em seu disco “Duetos”, como homenagem a memória de Roberto Ribeiro.
Sua vida foi contada em livro de autoria de sua própria esposa, Liette de Souza Maciel, com o título Dez anos de saudade (Potiguar Editora), lançado em 2006. Em tal evento de lançamento houve um show no qual seu filho Alex Ribeiro participou junto com o compositor Zé Luiz do Império.
Em 2014 sua obra musical seria mais uma vez lembrada com o espetáculo “Roberto Ribeiro – Homenagem ao Mestre”, realizado no Rio de Janeiro, e organizado por seu filho Alex. Tal evento foi feito no Teatro Rival Br, contou com a participação dos cantores Dorina e Leo Russo.

## Discografia

### Compactos
- 1972 - Elza soares e Roberto Ribeiro (Odeon) Compacto duplo
- 1972 - Elza soares e Roberto Ribeiro (Odeon) Compacto simples
- 1972 - Elza soares e Roberto Ribeiro (Odeon) Compacto duplo

### Álbuns
- 1972 - Elza soares e Roberto Ribeiro - sangue, suor e Raça (Odeon)  - sMOFB 3752
- 1973 - simone et Roberto Ribeiro - Brasil Export 73 (Odeon) - sMOFB 3803
- 1973 - Roberto Ribeiro (Odeon) - sMOFB 3800
- 1975 - Molejo (Odeon) - sMOFB 3868
- 1976 - Arrasta Povo (Odeon) - sMOFB 3908
- 1977 - Poeira Pura (Odeon) - sMOFB 3939
- 1978 - Roberto Ribeiro (Odeon) - sMOFB 3939
- 1979 - Coisas da vida (EMI-Odeon) - 062 421173
- 1980 - Fala Meu Povo! (EMI-Odeon) - 062 421208
- 1981 - Massa, Raça E Emoção (EMI-Odeon) - 062 421225
- 1982 - Fantasias (EMI-Odeon)
- 1983 - Roberto Ribeiro (EMI-Odeon) - 062 421247
- 1984 - De Palmares Ao Tamborim (EMI-Odeon) - 062 421265
- 1985 - Corrente de Aço (EMI-Odeon) - 062 421269
- 1987 - sorrí P'rá Vida (EMI-Odeon) - 062 421280
- 1988 - Roberto Ribeiro (BMG-Ariola) - 130.0038
- 1992 - Brasil samba - Roberto Ribeiro

### Coletânea
- 1995 - O talento de Roberto Ribeiro (EMI-Odeon)
- 1999 - Raízes do samba: Roberto Ribeiro
- 2002 - Meus momentos: Roberto Ribeiro - Discos 1 e 2
- 2004 - série retratos: Roberto Ribeiro
- 2004 - O Talento de Roberto Ribeiro
- 2004 - Eu sou O samba
- 2006 - Duetos
- 2008 - Meu Drama
- 2010 - O Intérprete Do samba
- 2012 - sempre

### Participações
- 1975 - sucessos 4 sambas (Odeon) Compacto duplo
- 1979 - Pai herói (trilha sonora da novela) (som Livre)
- 1980 - Brazilian popular music (Fundação Nacional de Arte)
- 1984 - Partido alto nota 10 (CID)
- 1995 - Clara Nunes com vida (EMI)

### DVD
- 1992 - Roberto Ribeiro - Bamba do samba - Programa Bem Brasil (DVD) - Warner Music
- 2007 - Roberto Ribeiro - Programa Ensaio (2007) DVD